# Zbigniew Janus
Zbigniew Janus (* 31. Mai 1964 in Wieliczka) ist ein ehemaliger polnischer Leichtathlet, der im Sprint und im Mittelstreckenlauf an den Start ging. Seinen größten Erfolg feierte er mit dem Gewinn der Bronzemedaille über 800 Meter bei den Halleneuropameisterschaften 1990 in Glasgow.

## Sportliche Laufbahn
Zbigniew Janus trat nur bei den Halleneuropameisterschaften 1990 in Glasgow international in Erscheinung und gewann dort in 1:47,37 min die Bronzemedaille im 800-Meter-Lauf hinter dem Briten Tom McKean und Tomás de Teresa aus Spanien.
1988 wurde Janus polnischer Hallenmeister im 400-Meter-Lauf sowie 1989, 1990 und 1992 über 800 Meter.

## Persönliche Bestleistungen
- 400 Meter: 46,70 s, 10. September 1987 in Sopot
  - 400 Meter (Halle): 48,01 s, 1988
- 800 Meter: 1:46,99 min, 9. Juni 1990 in Madrid
  - 800 Meter (Halle): 1:47,37 min, 4. März 1990 in Glasgow